# Benedikt Welte
Benedikt Welte (* 25. November 1805 in Ratzenried; † 27. Mai 1885 in Rottenburg am Neckar) war ein deutscher katholischer Alttestamentler.

## Leben
Nach seinem Studium der Theologie in Tübingen und Bonn wurde Welte 1833 zum Priester geweiht. Ab 1835 war er Repetent am Wilhelmsstift in Tübingen, 1838 wurde er außerordentlicher Professor, 1840 dann Ordinarius für Altes Testament in Tübingen. 1857 wurde er zum Domkapitular in Rottenburg ernannt; aus gesundheitlichen Gründen arbeitete er von da an kaum noch wissenschaftlich.
Seine Arbeiten zum Alten Testament flossen vor allem zwischen 1836 und 1856 in seine Artikel in der Theologischen Quartalschrift, deren Mitherausgeber er ab 1840 war, und in die von ihm bearbeitete und herausgegebene Einleitung (1840–44) ein.
Zusammen mit Heinrich Joseph Wetzer gab er von 1847 bis 1860 das zwölfbändige Kirchenlexikon heraus, das „als Gemeinschaftsarbeit der führenden katholischen Wissenschaftler der Zeit ein enzyklopädisches Standardwerk“ darstellte. Zahlreiche Artikel trug er selbst bei. 

## Schriften
- Goriuns Lebensbeschreibung des hl. Mesrop: Aus dem armenischen Urtexte zum ersten Male übersetzt und aus armenischen Schriftstellern erläutert. E. Tr. Eifert, Tübingen, 1841
- Nachmosaisches im Pentateuch. Herder, Karlsruhe / Freiburg u. a., 1841
- Das Buch Job: übersetzt und erklärt von B. Welte. Herder, Freiburg im Breisgau, 1849

- Johann Georg Herbst: Historisch-kritische Einleitung in die heiligen Schriften des alten Testaments. Nach des Verfassers Tode vervollständigt und herausgegeben von B. Welte.
  - 1. Allgemeine Einleitung, 1840
  - 2.1 Die historischen Bücher, 1842
  - 2.2 Die prophetischen und poetischen Bücher, 1842
  - 2.3 Specielle Einleitung in die deuterokanonischen Bücher des alten Testaments, 1844 (ohne Vorlage Herbsts)[1]

- zus. m. Heinrich Joseph Wetzer (Hrsg.): Kirchenlexikon oder Encyklopädie der katholischen Theologie und ihrer Hilfswissenschaften, 12 Bände. Herder, Freiburg im Breisgau 1847–1856 (Generalregister 1860)

zweite Aufl.: Wetzer und Welte’s Kirchenlexikon oder Encyklopädie der katholischen Theologie und ihrer Hülfswissenschaften. Unter Mitwirkung vieler katholischer Gelehrten begonnen von Joseph Hergenröther, fortgesetzt von Franz Kaulen 12 Bände. Herder, Freiburg im Breisgau 1882–1901, Namen- u. Sachregister 1903, DNB 948388005